# Porrog
Porrog es un pueblo húngaro perteneciente al distrito de Csurgó, condado de Somogy.

## Superficie
Cuenta con una superficie de 14,02 kilómetros cuadrados.

## Demografía
Hasta 2023 la población era de 186 habitantes, con una densidad de población de 13,26 habitantes por kilómetro cuadrado.
| Gráfica de evolución demográfica de Porrog entre 2018 y 2023 |
|                                                              |
| Datos según la Oficina Central de Estadística de Hungría.    |